# David Greig
David Greig (* 1969, Edinburgh) je skotský dramatik a divadelní režisér.

## Dramata
- 1999 The Cosmonaut's Last Message To The Woman He Once Loved In The Former Soviet Union (Kosmonautův poslední vzkaz ženě, kterou kdysi, v bývalém Sovětském svazu, miloval). Za tuto hru obdržel v roce 2000 John Whiting Award[1]
- 2000 The Swansong[2]
- 2002 Outlying Islands
- 2005 Pyrenees
- 2007 Damascus

### Uvedení her v Česku
- Kosmonautův poslední vzkaz ženě, kterou kdysi, v bývalém Sovětském svazu, miloval. Překlad: Jiří Ornest. Dramaturgie: Radka Denemarková, Ivana Slámová. Scéna: Petr Matásek. Kostýmy: Kateřina Štefková. Hudba: Michal Novinski. Režie: Juraj Nvota. Hráli: Petra Špalková, Táňa Pauhofová, Igor Chmela, Martin Finger, David Švehlík, Petr Čtvrtníček, Jiří Ornest, Kristina Maděričová, Magdaléna Sidonová, Leoš Suchařípa / Pavel Liška, Josef Polášek; Divadlo Na zábradlí, premiéra: 18. prosince 2003; derniéra: 23. ledna 2006.[3]
- Pyreneje, Dramaturgie: Ivana Slámová. Scéna: Martin Černý. Kostýmy: Milan Čorba. Hudba: Michal Nejtek. Překlad a režie: Jiří Ornest. Hráli: Igor Chmela, Adéla Kačerová-Kubačáková, Natália Drabiščáková, Josef Polášek, Sylvie Krobová. Divadlo Na zábradlí, premiéra: 7. listopadu 2007; derniéra: 30. březen 2009[4]
- Labutí píseň, Český rozhlas Brno, 2008, překlad a dramaturgie Marek Horoščák, režie Hana Mikolášková, hudbua David Smečka, mistr zvuku Lukáš Dolejší. Hrají: Iva Pazderková (Lydia), Zdeněk Maryška (Labuťák), Petr Panzenberger (Dario), Martin Siničák (Týpek, Hlídač, Babička).[5]
- Midsummer [A play with songs], překlad: Jitka Sloupová, autor hudby: Gordon McIntyre, režie: Lukáš Pečenka, dramaturgie: Kristýna Čepková, scéna a kostýmy: Petra Krčmářová, hudba: David Babka, pohybová spolupráce: Rostislav Šrom Hrají: Jitka Ježková, Ondřej Kavan, David Babka
- Vzdálené ostrovy (Outlying Islands), překládáno též jako Odlehlé ostrovy[6]
  - 2007 Městské divadlo Kladno, premiéra 5. října 2007[7]
  - 2019 Český rozhlas, překlad David Drozd. Rozhlasová úprava a dramaturgie Martin Velíšek. Hudba Jan Šikl. Režie Petr Mančal. Osoby a obsazení: Kirk - majitel ostrova (Jan Vlasák), Kirkova neteř (Ivana Uhlířová), John - přírodovědec (Marek Holý) a Robert - přírodovědec (Jiří Racek) a (Rostislav Novák).[8]
- Události (The Events)
  - 2021 Český rozhlas, překlad David Košťák. Hudba John Browne. Dramaturgie a rozhlasová úprava Marek Horoščák. Zvuk Lukáš Dolejší. Režie Lukáš Kopecký. Osoby a obsazení: Claire (Eva Novotná), Chlapec (Marek Hurák), Catriona (Barbora Goldmannová), Kněz (Michal Bumbálek), Psycholog (Martin Sláma), Otec (Petr Štěpán), Politik (Martin Siničák), Gary (Jiří Valůšek), sbor (Daniel Rymeš, Pavel Čeněk Vaculík, Natálie Rašín, Linda Milotová, Rastislav Širila, Michaela Hasalová, Zuzana Kasová, Petr Svozílek). Nastudovalo Brno.[9]